# Marc McNulty
Marc McNulty est un footballeur international écossais, né le 4 septembre 1992, à Édimbourg. Il joue au poste d'attaquant à l'Orange County SC en USL Championship.

## Biographie

### En club

#### Débuts avec Livingston
Avec l'équipe écossaise de Livingston, il inscrit 11 buts en deuxième division écossaise lors de la saison 2011-2012, puis dix-sept buts dans ce même championnat en 2013-2014.

#### Dans les ligues inférieures anglaises
Avec le club anglais de Portsmouth, il inscrit dix buts en quatrième division anglaise (League Two), lors de la saison 2015-2016. Avec Portsmouth, il est l'auteur d'un triplé en novembre 2015, lors de la réception du club de York City, où son équipe s'impose sur le large score de 6-0.
Lors de la saison 2017-2018, il est l'auteur de vingt-trois buts en League Two avec l'équipe de Coventry. Cette saison là, il inscrit deux triplés, et deux doublés. Il inscrit son premier triplé avec Coventry lors de la réception de Grimsby Town en mars 2018 (victoire 4-0), puis son second lors d'un déplacement sur la pelouse de Cheltenham un mois plus tard (victoire 1-6).

#### Multiples prêts
Le 31 janvier 2019, il est prêté par le club anglais de Reading, au club écossais Hibernian, équipe évoluant en Scottish Premier League. Avec cette équipe, il inscrit deux doublés en février 2019, lors de la réception en championnat des clubs de Dundee FC (victoire 2-4) et St. Johnstone FC (victoire 1-2).
Le 24 juillet 2019, il est prêté à Sunderland.
Le 31 janvier 2020, il est prêté à Hibernian.
Le 5 octobre 2020, il est prêté à Dundee United puis de nouveau le 13 août 2021.

#### Nouvelle expérience aux États-Unis
En janvier 2023, Marc McNulty connait sa première expérience hors du Royaume-Uni lorsqu'il s'engage à l'Orange County SC, formation de USL Championship aux États-Unis.

### En équipe nationale
Le 21 mars 2019, il honore sa première sélection en équipe d'Écosse, lors d'un match contre le Kazakhstan rentrant dans le cadre des éliminatoires de l'Euro 2020 (défaite 3-0). Il joue seulement neuf minutes lors de cette rencontre. Trois jours plus tard, il joue à nouveau contre Saint-Marin, où il reste cette fois-ci 53 minutes sur le terrain (victoire 0-2).